# Úrvalsdeild 1956
Thống kê của Úrvalsdeild mùa giải 1956.

## Tổng quan
Có 6 đội tham gia, và Valur giành chức vô địch. Sigurður Bergsson của KR và Þórður Þórðarson của ÍA là vua phá lưới với 6 bàn thắng.

## Bảng xếp hạng
| Vị thứ | Câu lạc bộ | St | T | H | B | BT | BB | HS  | Đ |
| 1      | Valur      | 5  | 4 | 1 | 0 | 14 | 6  | +8  | 9 |
| 2      | KR         | 5  | 3 | 2 | 0 | 14 | 8  | +6  | 8 |
| 3      | ÍA         | 5  | 3 | 1 | 1 | 17 | 6  | +11 | 7 |
| 4      | Fram       | 5  | 2 | 0 | 3 | 10 | 12 | -2  | 4 |
| 5      | ÍBA        | 5  | 1 | 0 | 4 | 3  | 13 | -10 | 2 |
| 6      | Víkingur   | 5  | 0 | 0 | 5 | 6  | 19 | -13 | 0 |